# Symphony X
Symphony X is een Amerikaanse progressieve-metalband uit New Jersey, die in 1994 werd opgericht door gitarist Michael Romeo. Aanvankelijk stond de groep onder contract bij het niet meer bestaande Zero Corporation uit Japan. Nadat Symphony X in zee was gegaan met het Europese Inside Out Music, kregen ze ook bekendheid buiten Japan, vooral in Europa.
Hun website, begonnen in 1997 door een Braziliaanse fan, bleek een sleutelrol te spelen in de verspreiding van het werk van Symphony X.
De muziek van Symphony X is episch en krachtig (vandaar de term ProgPower, waarmee Symphony X zich graag identificeert), hier en daar afgewisseld met operazang en klassieke muziek. Een representatief nummer is The Divine Wings of Tragedy, een combinatie van een gotisch motet met een snelle gitaarriff en zuivere zang.

## Discografie

### Albums
| Album met eventuele hitnotering(en) in de Nederlandse Album Top 100 | Datum van verschijnen | Datum van binnenkomst | Hoogste positie | Aantal weken | Opmerkingen   |
| ------------------------------------------------------------------- | --------------------- | --------------------- | --------------- | ------------ | ------------- |
| Symphony X                                                          | 1994                  | -                     |                 |              |               |
| The Damnation Game                                                  | 1995                  | -                     |                 |              |               |
| The Divine Wings of Tragedy                                         | 1997                  | -                     |                 |              |               |
| Twilight in Olympus                                                 | 1998                  | -                     |                 |              |               |
| Prelude to the Millennium                                           | 1998                  | -                     |                 |              | Verzamelalbum |
| V: The New Mythology Suite                                          | 2000                  | -                     |                 |              |               |
| Live on the Edge of Forever                                         | 2001                  | -                     |                 |              | Livealbum     |
| The Odyssey                                                         | 2002                  | -                     |                 |              |               |
| Paradise Lost                                                       | 22-06-2007            | 30-06-2007            | 59              | 2            |               |
| Iconoclast                                                          | 17-06-2011            | 25-06-2011            | 75              | 1            |               |
| Underworld                                                          | 24-07-2015            | 1-08-2015             | 20              | 1            |               |

## Huidige bezetting
- Russell Allen - zang
- Michael Romeo - gitaar
- Michael Pinnella - keyboard
- Michael Lepond - basgitaar
- Jason Rullo - drums

## Eerdere leden
- Rod Tyler - zang
- Thomas Miller - basgitaar
- Thom Walling - drums